# Annie Get Your Gun
Annie Get Your Gun (bra: Bonita e Valente; prt: A Rainha do Circo) é um filme norte-americano de 1950, do gênero comédia musical, dirigido por George Sidney e estrelado por Betty Hutton e Howard Keel.

## Notas sobre a produção

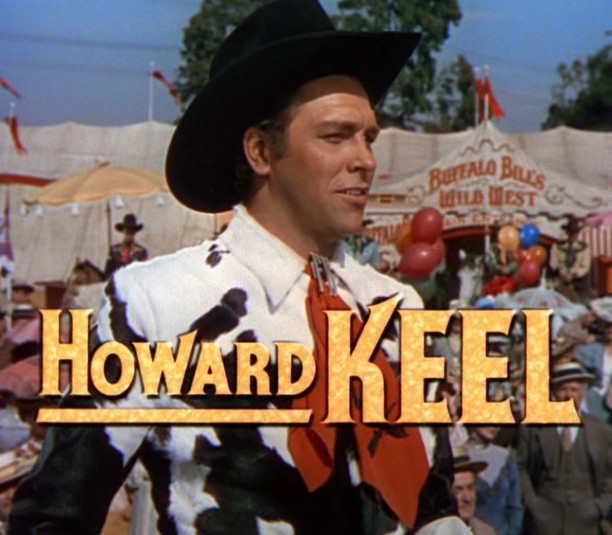
Howard Keel no trailer do filme.